# Многополюсник
Многопо́люсник — электрическая цепь, содержащая несколько точек (полюсов, портов) для соединения с другими цепями. Частными случаями многополюсника являются двухполюсник (например, согласованная нагрузка), четырёхполюсник (например, аттенюатор), шестиполюсник (например, циркулятор или смеситель), восьмиполюсник (например, направленный ответвитель) и др.
Многополюсник (в широком смысле) — система, не обязательно электрическая, имеющая один или несколько портов. Многополюсники используются при анализе и синтезе сложных устройств для их декомпозиции в рамках системного подхода. При этом многополюсник становится «черным ящиком», для которого описаны свойства портов, установлена функциональная связь между портами и правила соединения с другими многополюсниками. Как правило, многополюсники изображаются на структурных и функциональных схемах, на принципиальных схемах их устройство должно быть раскрыто.
Под полюсом многополюсника понимают одиночный электрический проводник, клемму электрической цепи и т. п., под портом — группу полюсов (как правило, два, реже — три). В частности, полюса, принадлежащие разным портам, могут быть соединены между собой внутри многополюсника (общий провод, иногда некорректно называемый заземлением). В зависимости от функционального назначения на часть портов может поступать входное воздействие, такие порты условно называют входами; часть портов могут служить для выдачи сигнала во внешние цепи, эти порты называют выходами. Например, усилитель содержит четыре полюса, из которых одна пара считаются входом, другая пара — выходом, причем два полюса — общие для входа и выхода (общий провод). При представлении в виде многополюсников элементов с распределенными параметрами (например, линии передачи, которая является четырёхполюсником) необходимо однозначно указать, какое именно местоположение поперечного сечения является портом. При рассмотрении электромагнитной волны как носителя воздействия в многополюснике (например, волны в волноводе) нередко нельзя в явном виде выделить полюсы, однако можно указать порты.

## Классификация электрических многополюсников
По наличию в своём составе источников ЭДС и источников тока:
- активные — содержат, по меньшей мере, один источник;
- пассивные — источников не содержат.

По наличию в своём составе элементов, поглощающих электрическую энергию:
- диссипативные — состоят только из сопротивлений (R);
- реактивные — состоят только из ёмкостей (C) и индуктивностей (L);
- смешанные — содержат и диссипативные, и реактивные элементы.

По наличию в своём составе элементов с нелинейной вольтамперной характеристикой:
- нелинейные — содержат, по меньшей мере, один элемент с нелинейной ВАХ;
- линейные — элементов с нелинейной ВАХ не содержат;
- условно линейные — такие, для которых проявлениями нелинейности ВАХ элементов можно пренебречь при некоторых условиях (например, при малых значениях токов и напряжений).

По симметричности матрицы рассеяния:
- взаимные — с симметричной матрицей рассеяния;
- невзаимные — с несимметричной матрицей рассеяния.

## Применение
Рассмотрение какой-либо системы как многополюсника позволяет абстрагироваться от внутренней структуры системы и применить к ней простые стандартные методики. Например, линейный пассивный двухполюсник описывается одним параметром — импедансом. Поэтому сложную линейную систему, взаимодействующую с другими системами через два контакта, можно трактовать как двухполюсник с эквивалентным импедансом и тем самым сильно упростить рассмотрение.